# Бате (Нова Гориця)
Бате (словен. Bate) — поселення в общині Нова Гориця, Регіон Горишка, Словенія. Висота над рівнем моря: 589,1 м.